# Hietasalo (ö i Norra Savolax, Kuopio, lat 62,85, long 27,76)
Hietasalo är en ö i Finland. Den ligger i sjön Kallavesi och i kommunen Kuopio i den ekonomiska regionen  Kuopio ekonomiska region  och landskapet Norra Savolax, i den centrala delen av landet, 300 km nordost om huvudstaden Helsingfors. Öns area är 76,2 hektar och dess största längd är 1,6 kilometer i nord-sydlig riktning.